# (3609) Liloketai
(3609) Liloketai (1980 VM1) – planetoida z pasa głównego asteroid okrążająca Słońce w ciągu 5,52 lat w średniej odległości 3,12 au Została odkryta w obserwatorium Astronomicznym Zijinshan 13 listopada 1980 roku.